# Lasiommata
Lasiommata és un gènere de lepidòpters papilionoïdeus de la família dels nimfàlids (Nymphalidae), subfamília Satyrinae, present als Països Catalans.

## Espècies[1]
- Lasiommata megera (Linnaeus, 1767), margenera comuna
- Lasiommata paramegaera (Hübner, 1824)
- Lasiommata maera (Linnaeus, 1758)
- Lasiommata meadewaldoi (Rothschild, 1917)
- Lasiommata adrastoides (Bienert, 1870)
- Lasiommata felix (Warnecke, 1929)
- Lasiommata maderakal (Guérin-Méneville, 1849)
- Lasiommata schakra (Kollar, 1844)
- Lasiommata maerula (C. & R. Felder, 1867) mergenera gran
- Lasiommata majuscula (Leech, 1892)
- Lasiommata minuscula (Oberthür, 1923)
- Lasiommata kasumi (Yoshino, 1995)
- Lasiommata hindukushica (Wyatt & Omoto, 1966)
- Lasiommata menava (Moore, 1865)
- Lasiommata petropolitana (Fabricius, 1787) margenera aranesa
- Lasiommata hefengana (Chou & Zhang, 1994)

## Galeria

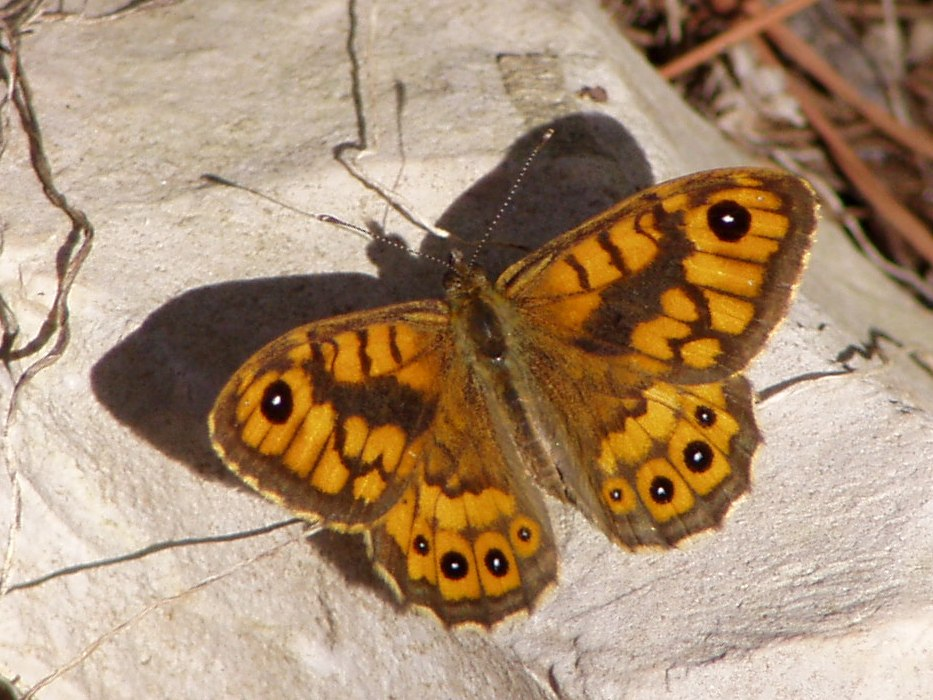
Lasiommata megera
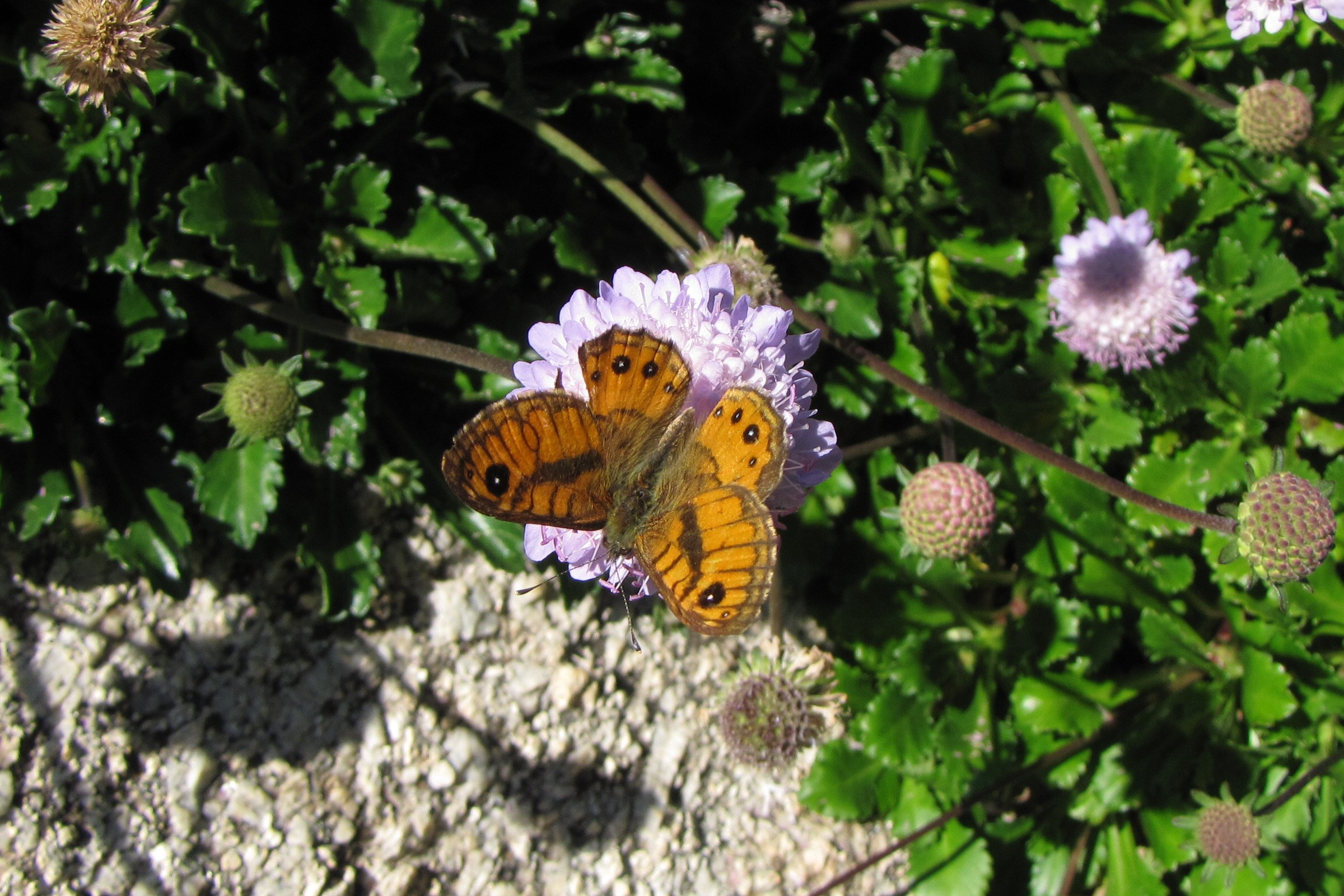
Lasiommata paramegaera
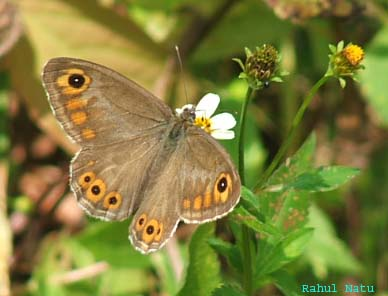
Lasiommata schakra
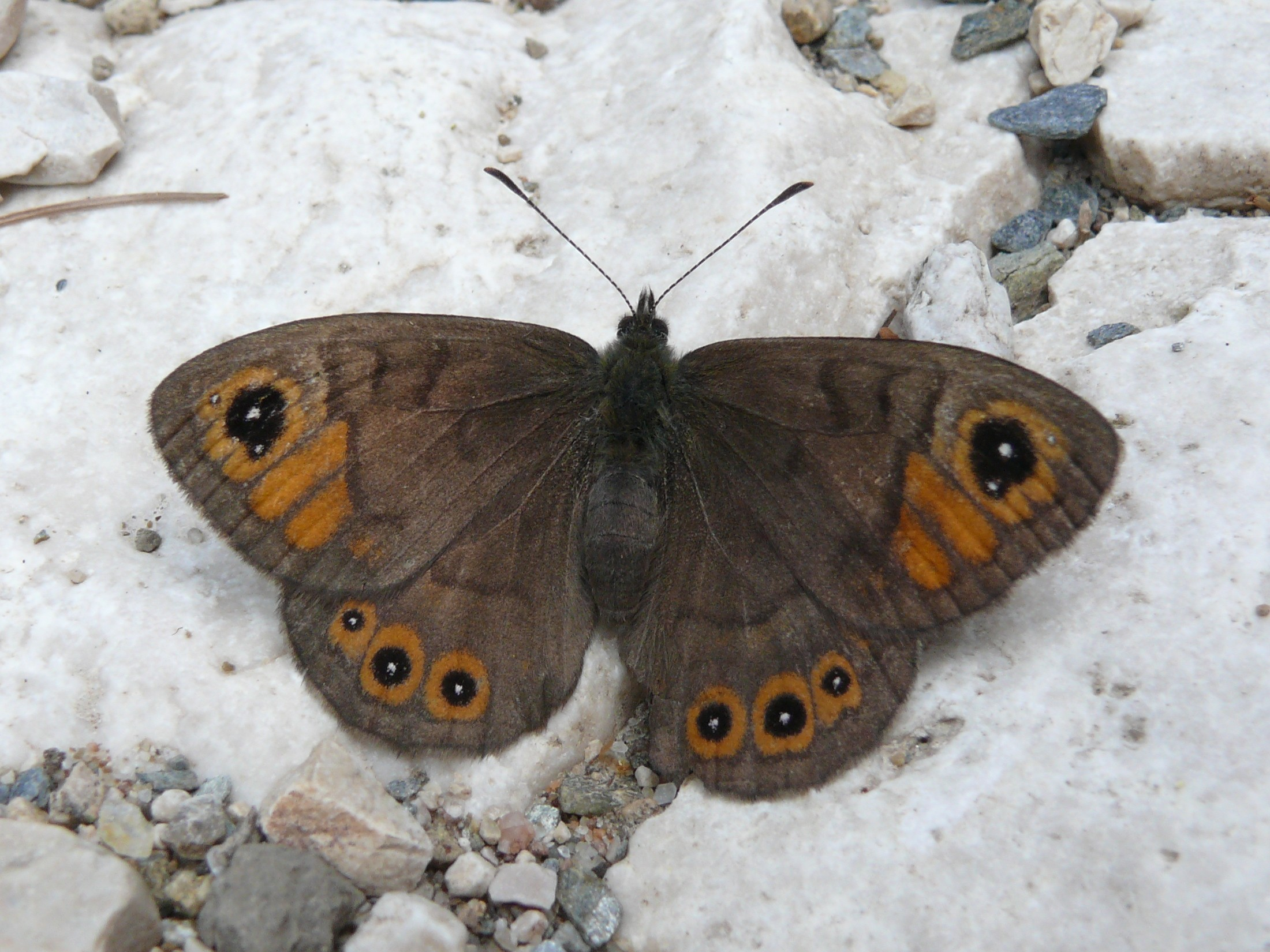
Lasiommata petropolitana